# Sankta Klara kloster
Denna artikel handlar om Sankta Klara kloster i Stockholm. För klostret i Dubrovnik, se Sankta Klaras kloster, Dubrovnik, för klostret i Köpenhamn, se Sankt Clara Kloster.

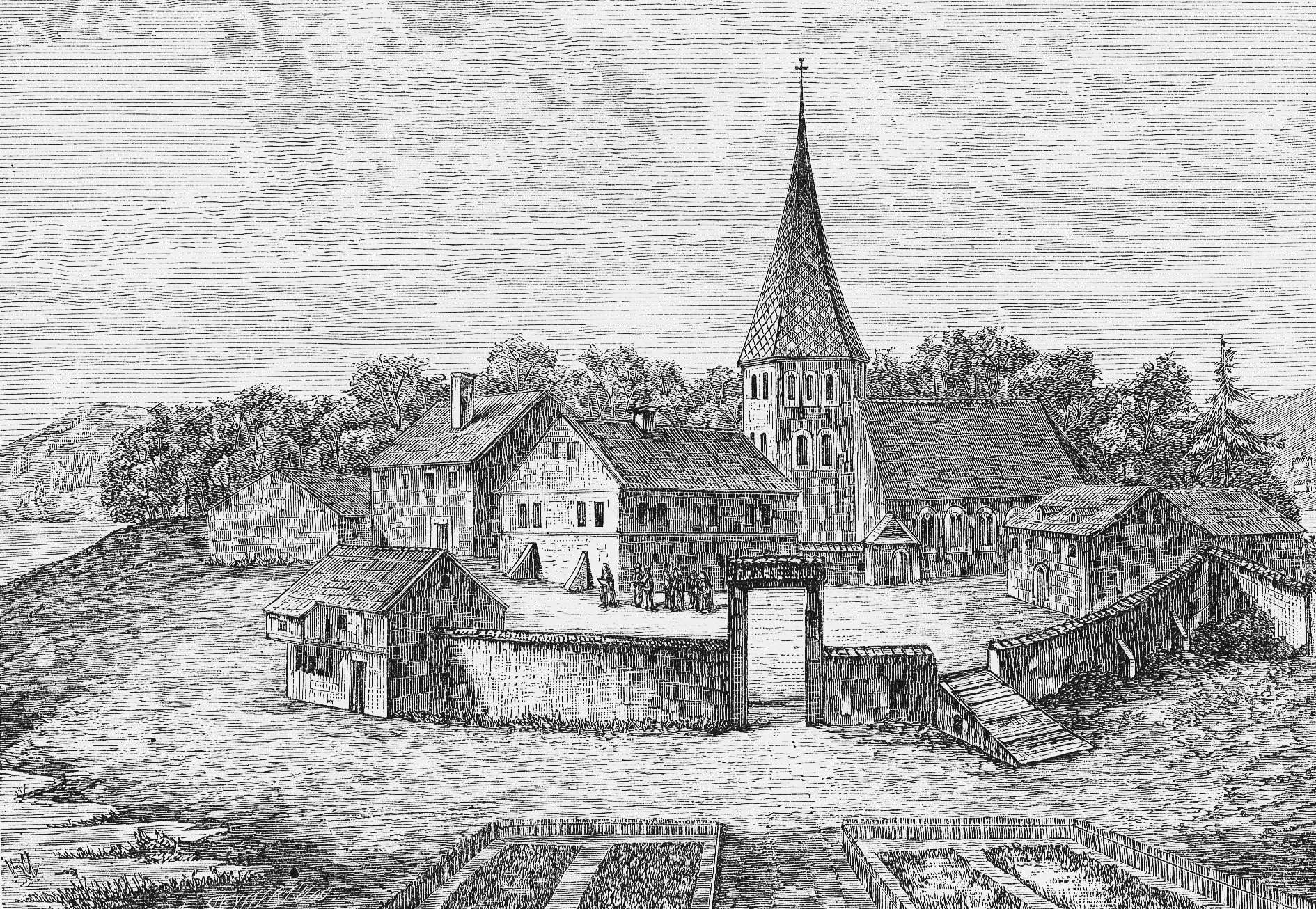
Klara kloster avbildat i Ny Illustrerad Tidning 1865

Sankta Klara kloster var ett medeltida svenskt nunnekloster inom Sankta Klaras orden, som låg där S:ta Klara kyrka i Stockholm idag ligger. Före reformationen var det ett av Stockholms tre kloster, och det enda nunneklostret. Det var i bruk från 1289 till 1527. 

## Grundande

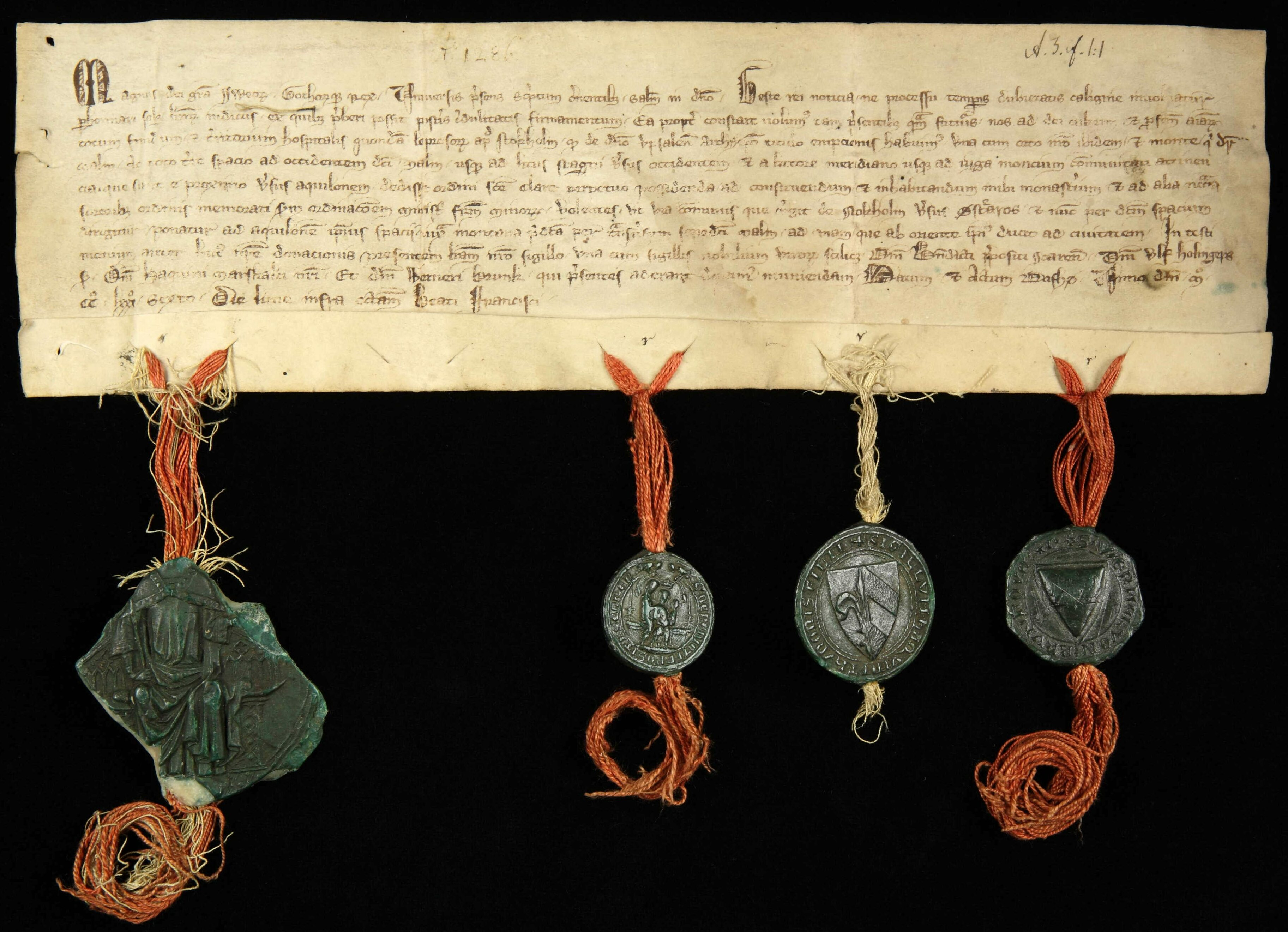
Gåvobrevet från Magnus Ladulås till Sankta Klara kloster.

Kung Magnus Ladulås grundade klostret i början av 1280-talet. Genom Magnus Ladulås generösa donationer fick nunneklostret tillgång till mark långt utanför stadens gränser (Stadsholmen). Han donerade 1286 den mark där klostret skulle ligga, och 1288 flera gårdar som skulle utgöra dess inkomst, däribland Rörstrand, Karlberg samt Djurgården med tillhörande fisken. Han lät också lägga om vägen till Uppsala för att den inte skulle störa klostret. 
Vid grundandet 1289 lät Magnus Ladulås placera sin sexåriga dotter, Rikissa Magnusdotter av Sverige i klostret, där hon 1335 skulle bli dess abbedissa och styra klostret till åtminstone 1347. Rikissa var den tredje abbedissan i ordningen av de 20 som är kända. 
År 1376 inträdde Ingeborg Nilsdotter (Vasa), dotter till Nils Kettilsson (Vasa), i klostret, och var möjligen abbedissa år 1408  En annan känd medlem av klostret var Ingeborg Knutsdotter (Aspenäsätten), tidigare gift med prins Erik Valdemarsson, som inträdde i orden 1333.

## Verksamhetstid
Medlemmarna i Klara kloster fick aldrig visa sig utanför klostrets gallergrindar. Klostrets omfattande affärsverksamhet sköttes därför av sysslomannen, som valts av abbedissan och agerade med hennes fullmakt. De som bosatte sig i hus på klostrets mark fick stadsprivilegier som borgare. Nunnorna i Klara kloster hade ett samarbete med munkarna på Gråmunkeholmen, som fungerade som deras biktfäder och hade uppsikt över nunneklostret. Samtidigt fanns i början en konflikt med munkarna över norra malmens sand och lera, som användes till murbruk åt båda klostren. 
Kung Magnus Eriksson tillerkände Klara frälserätt åt klostrets ombud och tog 1347 klostret under sitt personliga beskydd, och förbjöd fogdarna att kränka dess frälserätt. År 1358 befriades klostret från alla former av skatt, även vid de tillfällen då allmän beskattning utfärdades. År 1366 tillerkändes även klostrets underlydande detta privilegium. År 1365 klagade abbedissan Kristina hos kungen att hans fogdar och riddare och väpnare for fram "såsom glupande ulfvar bland menlösa lamm" mot klostret och dess egendomar, vilket ledde till att kungen 1365 förordnade marsken Karl Ulfsson till klostrets ombud och beskyddare, för att försvara dess privilegier.
Klara kloster hade stort anseende. 1300-talets beskrivs som klostrets storhetstid. Då mottog klostret flera donationer och fungerade som ett högadelns jungfrustift. Klostret bedrev åtminstone fram till 1450 en utlåningsverksamhet mot pant. År 1495 förberedde Sten Sture d. ä. ett krigståg mot ryssarna i Finland. Ärkebiskop Jakob Ulfsson anhöll att få föra med det i Uppsala förvarade Sankt Eriks banér, vilket då fördes från Uppsala och nedsattes i Klara klosterkyrka under stora högtidligheter. Det var också i Klara klosterkyrka som kung Hans avlade sin kungaed 1497.
Under 1400-talet tycks klostret ha drabbats av allt sämre ekonomi. Det brann 1406 och 1446), och efter den andra branden verkar klostret aldrig riktigt ha återhämtat sig. Efter 1450 utgjordes klostrets nya nunnor alltmer av stockholmskvinnor med borgerlig bakgrund. Därmed skänktes inte längre jordegendomar till klostret. Klostret upphörde med sin utlåningsverksamhet och även med att byta till sig och köpa egendomar under 1400-talet.
År 1508 var klostret så fattigt att abbedissan vädjade till stadens borgerskap om ekonomiskt bistånd. Ärkebiskopen förklarade inför Stockholm stad att nunnorna skulle be förböner för alla som gav dem bidrag. Hjälpen tycks inte ha varit tillräcklig, och abbedissan ansökte om hjälp hos påven som gav klostret avlatsprivilegier. År 1515 brann klostret återigen, och 1521 var trupper förlagda omkring klostret, vilket orsakade viss skadegörelse. År 1523 tvingades klostret av ekonomiska skäl avskeda sin biktfader Mårten Johansson, emedan nunnorna "voro stadda i så dråplig nöd och lifsfara, att de ej kunde värja och försvara hans eller sitt eget lif och hälsa". 
Under Gustav Vasas befrielsekrig mot Danmark utsattes det då danskstyrda Stockholm för en belägring av svenskarna

## Avveckling

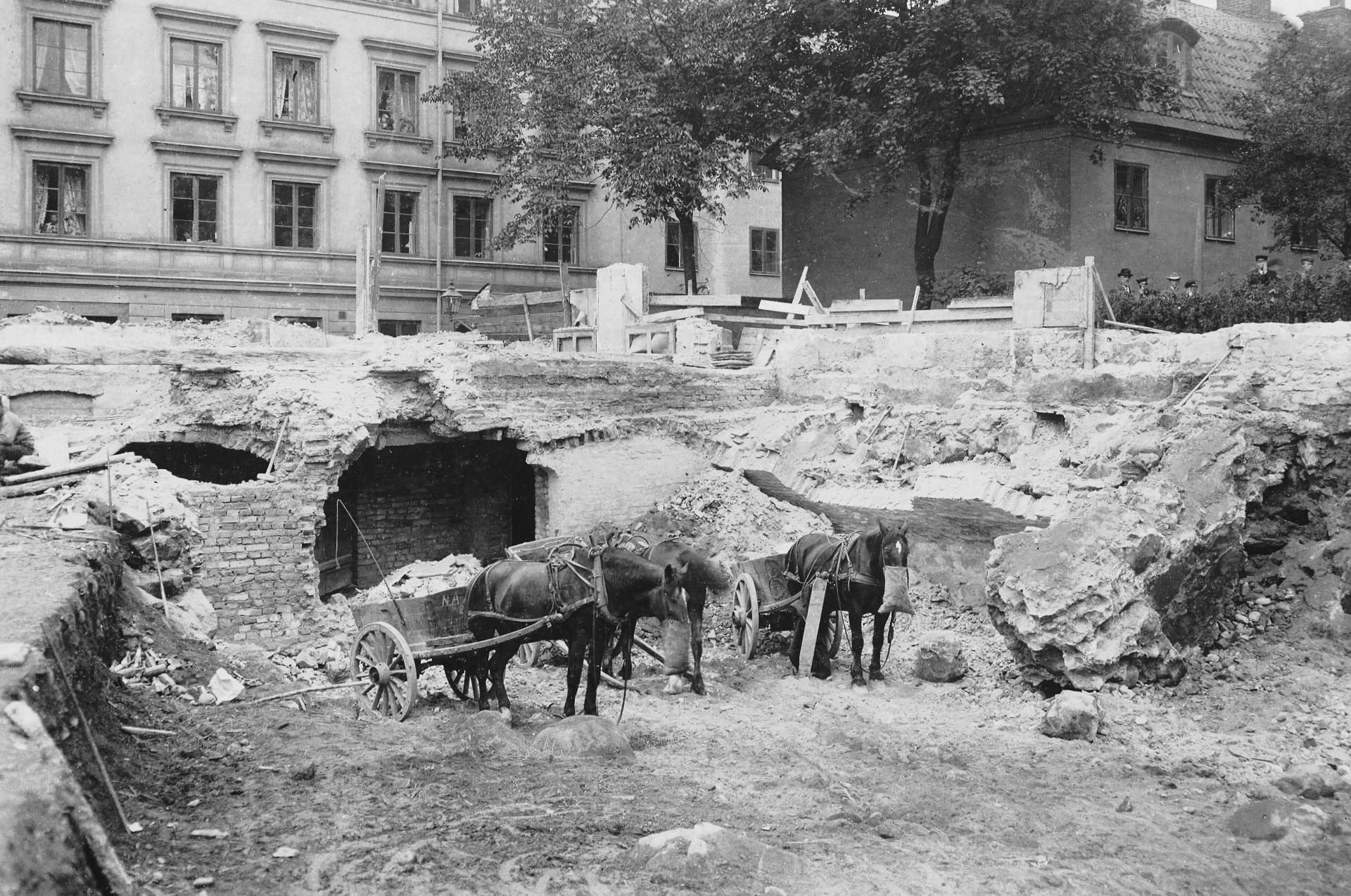
Klostrets källarvalv i kvarteret Duvan 1906. I bakgrunden syns Klara prästgård.

Klara kloster upphörde delvis på grund av abbedissan Anna Leuhusens danskvänliga hållning under kriget. Vid Västerås riksdag 1527 beslöts att 
"klostren, som lågo på malmen utanför Stockholm, dem till stort men, som i staden bo, när fejd är, och fienden till skydd, måtte nedbrytas och teglet användas till stadsmurarna samt bostäder till nunnornas behof anskaffas i -staden, där de kunde vistas och hålla sin gudstjänst dock utan att tvingas därtill".
Klostret revs vid Gustav Vasas reduktion 1527. Stenen användes till att förstärka stadens försvarsmurar, däribland förmodligen Birger jarls torn. I enlighet med de övriga klostren i Sverige, fick nunnorna nu tillstånd att lämna klostret om de önskade, gifta sig om de önskade detta, eller kvarbli i klostret. 
Efter att ha fördrivit Gråbröderna från Riddarholmen lät han nunnorna från Klara flytta in i deras klosterbyggnad. Då denna byggnad gjordes om till ett hospital 1531, ålades alla nunnor som inte själva var gamla och sjuka att arbeta som sjukvårdare. Nunnorna levde kvar i Gråmunkeklostret ända fram till Johan III:s tid, och upprätthöll fortsatt sin egen ordning under en abbedissa. De omnämns sista gången under år 1573. En av de sista nunnorna som hörde till Klara kloster, Edelina, lär ha dött på Danviks hospital år 1573.
I samband med schaktarbeten 1906 för Klara folkskola i Kvarteret Duvan framkom källarvalv som tillhörde Klara kloster.

## Föreståndare
Man känner namnet på tjugo av abbedissorna i Klara kloster. Dess sista abbedissa i det fysiska klostret var Elin Thomasdotter. Efter rivningen fortsatte nunnorna att leva med samma organisation under en abbedissa åtminstone fram till år 1573. 
1. Ingeborg Thörnesdotter (Hjorthorn) (1314) [4] [5]
2. Gertrud (1322)
3. Helvig (1335)
4. Rikissa Magnusdotter (cirka 1336–1348)
5. Gertrud (1349–1355) [6]
6. Brita/Birgitta (cirka 1364–1366) [7]
7. Kristina (1372) [8]
8. Märta Nilsdotter (1387) [9]
9. Ingeborg, möjligen identisk med Ingeborg Nilsdotter (Vasa), (1408) [10]
10. Birgitta Magnusdotter (cirka 1430–1453) [11]
11. Ramfrid Petri (1480)
12. Anna Reinholdsdotter Leuhusen (cirka 1508–1525)
13. Elin Thomasdotter (cirka 1525–1527) [12]

## Bilder

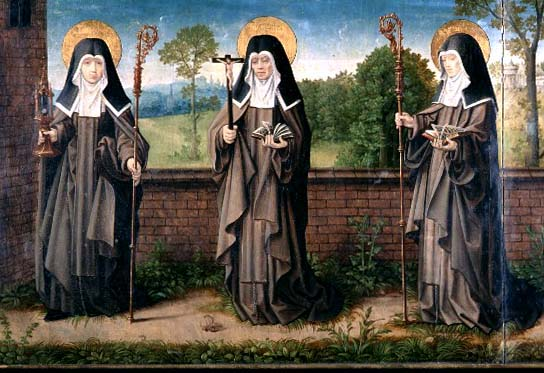
Medeltida altartavla som troligtvis ursprungligen fanns i Klara kloster, föreställande Klara, Hortolana och Agnes av Assisi.
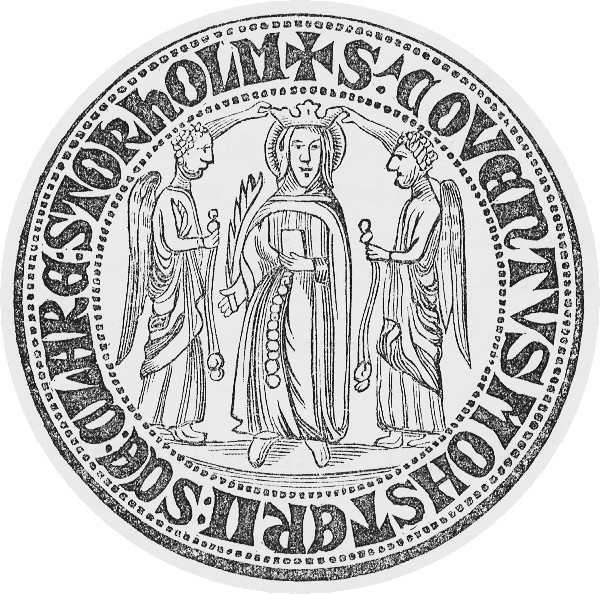
Klostrets sigill.
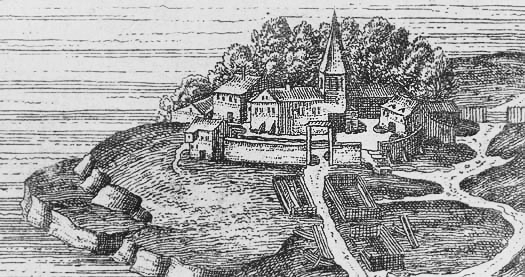
Klara kloster avbildat på Blodbadsplanschen 1524.
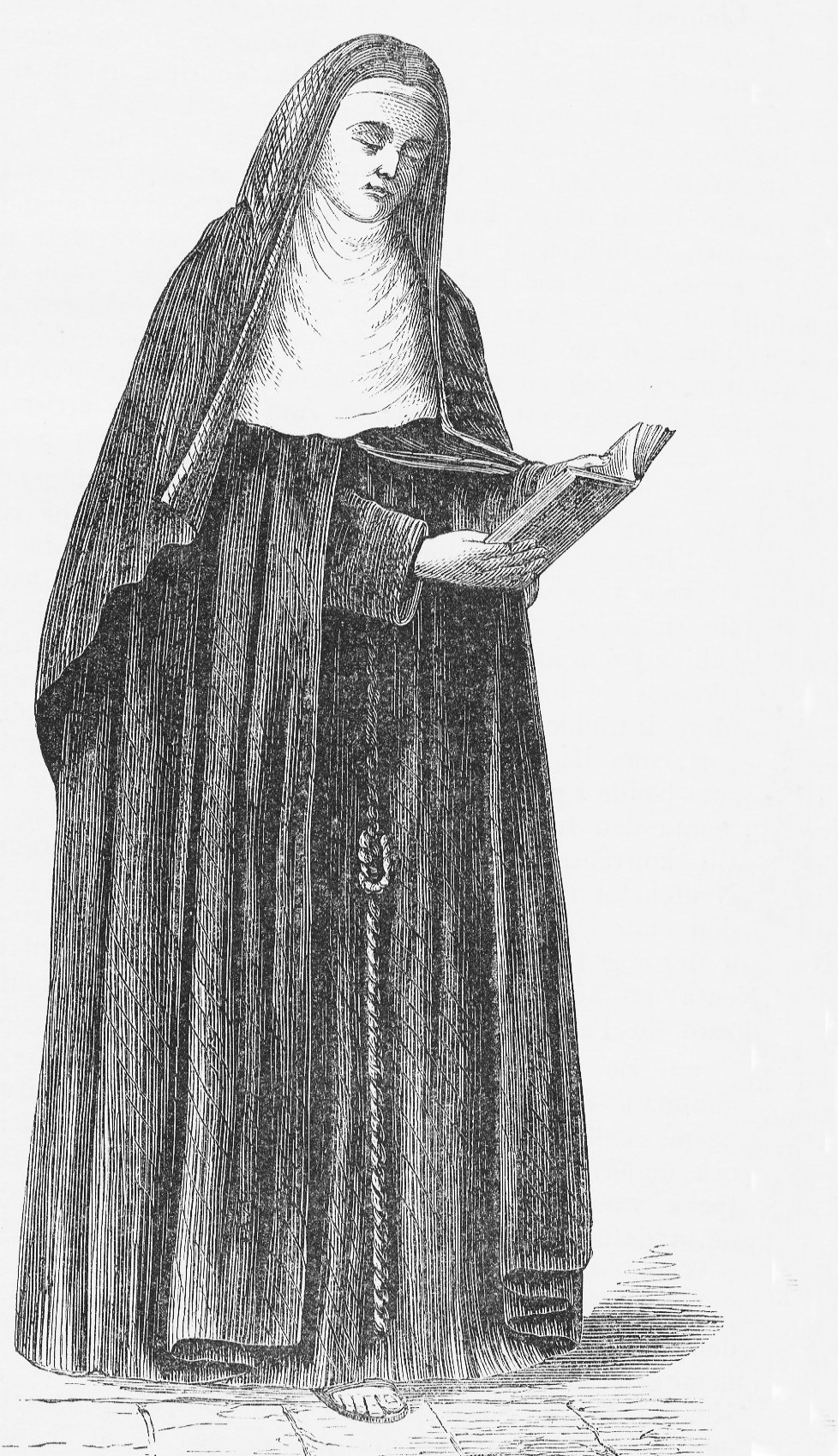
Klarissa i klosterdräkt